# Charles Deulin
Charlemagne „Charles“ Deulin (* 5. Januar 1827 in Condé-sur-l’Escaut; † 29. September 1877 ebenda) war ein französischer Romancier, Journalist und Theaterkritiker. 

## Biografie
Deulin studierte in Valenciennes und zog später nach Paris, wo er sich mit Francisque Sarcey anfreundete. Er war bei verschiedenen Zeitungen tätig; etwa Le Figaro und Le Monde illustré. Außerdem war er bei verschiedenen Zeitschriften für den Theater-Teil zuständig. Seine Kurzgeschichten-Sammlung Contes d’un buveur de bière war in Frankreich ein großer Erfolg und wurde oft nachgedruckt.

## Schriften (Auswahl)
- L’Ange tentateur. Valenciennes 1851, OCLC 763273690 (Digitalisat).
- Contes d’un buveur de bière. Paris 1868, OCLC 15145437 (Digitalisat).
- Contes du roi Cambrinus. Paris 1874, OCLC 457790622 (Digitalisat).

## Quelle
1. ↑  Kurzbiografie Deulins. In: Archives du Nord. 2019, abgerufen am 18. März 2019 (französisch).

| Personendaten    | Personendaten                                           |
| ---------------- | ------------------------------------------------------- |
| NAME             | Deulin, Charles                                         |
| ALTERNATIVNAMEN  | Deulin, Charlemagne                                     |
| KURZBESCHREIBUNG | französischer Romancier, Journalist und Theaterkritiker |
| GEBURTSDATUM     | 5. Januar 1827                                          |
| GEBURTSORT       | Condé-sur-l'Escaut                                      |
| STERBEDATUM      | 29. September 1877                                      |
| STERBEORT        | Condé-sur-l'Escaut                                      |